# Duncan Huisman

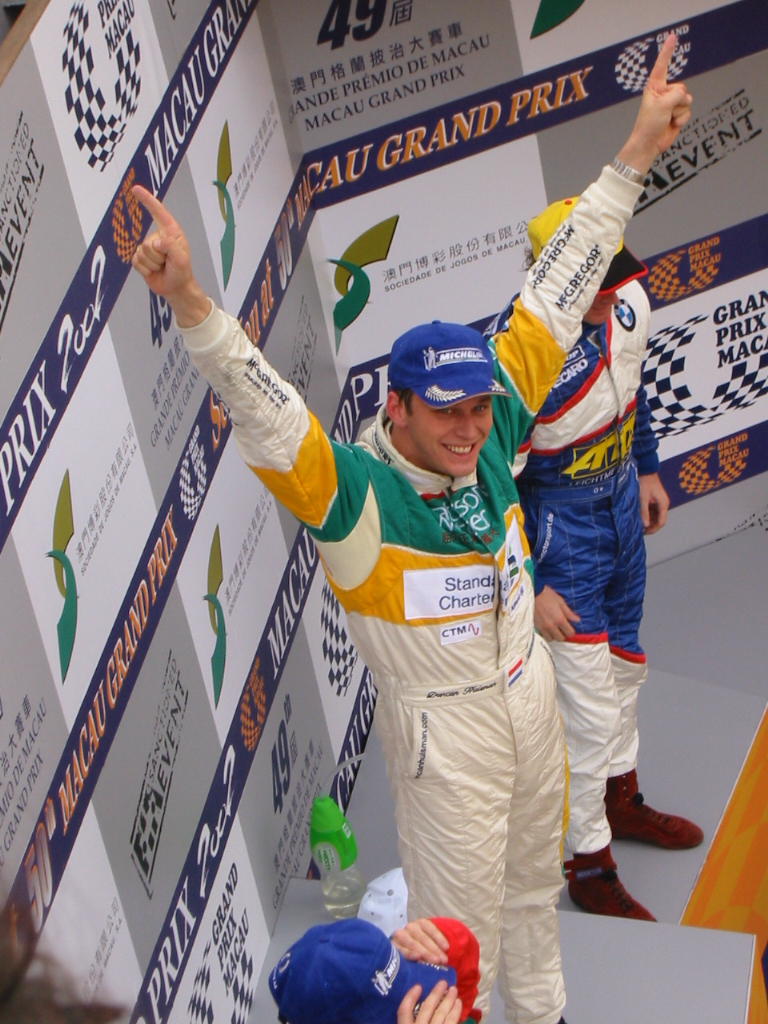
Duncan Huisman op het podium na zijn overwinning in de Guia Race in 2002.

Duncan Huisman (Doornspijk, 11 november 1971) is een Nederlandse autocoureur uit het bekende racegeslacht Huisman. Vader Ben was begin jaren zeventig een van de drijfveren achter de Nederlandse Grand Prix en wedstrijdleider bij de Grand Prix Formule 1 van Nederland 1973. Broer Patrick reed jarenlang in het Duitse DTM kampioenschap.
Duncan is de eerste Nederlandse winnaar van een race om het Wereldkampioenschap Toerwagens, het WTCC, toen hij op 20 november 2005 de race in Macau wist te winnen. Hij heeft deze race in totaal vier keer gewonnen, waarbij de laatste keer de race als onderdeel van het FIA WTCC werd verreden. Hiernaast was Duncan in 2005 de eerste Nederlandse coureur van een winnend team in de 24 uur van de Nürburgring.